# Бокша-Міке
Бокша-Міке (рум. Bocșa Mică) — село у повіті Хунедоара в Румунії. Входить до складу комуни Чертежу-де-Сус.
Село розташоване на відстані 296 км на північний захід від Бухареста, 14 км на північний схід від Деви, 98 км на південний захід від Клуж-Напоки, 140 км на схід від Тімішоари.

## Населення
За даними перепису населення 2002 року у селі проживали 144 особи, усі — румуни. Усі жителі села рідною мовою назвали румунську.